# Michael Harvey (écrivain)
Pour les articles homonymes, voir Michael Harvey.
Michael Harvey, né le 3 octobre 1958 à Boston, dans l'État du Massachusetts, est un écrivain, un producteur et un journaliste américain, auteur de roman policier. Il est notamment l'auteur d'une série policière de cinq romans mettant en scène le détective privé Michael Kelly, qui évolue dans la ville de Chicago.

## Biographie
Michael Harvey naît en 1958 à Boston dans le Massachusetts. Il suit des études en langues classiques au college of the Holy Cross de Worcester, puis obtient un diplôme de droit avec mention de l'université Duke de Durham, avant de terminer par une maîtrise en journalisme à l'université Northwestern d'Evanston.
Il travaille au cours de sa carrière comme journaliste d'investigation et comme producteur de documentaires, participant notamment à la création de la série télévisée documentaire policière Cold Case Files (en) à la fin des années 1990. Il a également été le propriétaire d'un pub irlandais, le The Hidden Shamrock, dans la ville de Chicago, où il réside.
En 2007, il publie son premier roman, Chicago Way (The Chicago Way), avec pour personnage principal le détective privé Michael Kelly, un ancien policier qui évolue dans la ville de Chicago. Il a depuis publié huit romans, dont cinq avec ce personnage récurrent. 

## Œuvre

### Romans

#### Série Michael Kelly
- The Chicago Way (2007) Publié en français sous le titre Chicago Way, traduction de Leslie Boitelle, Paris, Fleuve Noir, 2009
- The Fifth Floor (2008) Publié en français sous le titre La Ville des vents, traduction de Leslie Boitelle, Paris, Fleuve Noir, 2010
- The Third Rail (2010)
- We All Fall Down (2011)
- The Governor's Wife (2015)

### Autres romans
- Innocence Game (2013)
- Brighton (2016)
- Pulse (2018)